# Arnold Robinson
Sir Arnold Robinson je fiktivní postava v seriálu Jistě, pane ministře a v následující sérii Jistě, pane premiére, jehož postavu ztvárnil John Nettleton. Studoval na Eton College, poté absolvoval Balliolovu kolej. V seriálu Jistě, pane ministře zastává funkci tajemníka kabinetu. V poslední epizodě „Party Games“ odchází do důchodu a je nahrazen sirem Humphreym Applebym, stálým tajemníkem ministerstva pro administrativní záležitosti.